# أحمد القذافي
أحمد القذافي وُلد في سنة 1973 وتوفي في 26 تموز/يوليو من عام 2011، هو ابن عم الزعيم الليبي السابق معمر القذافي. زادت شهرة أحمد عام 2006 عقب زواجه من ابنة القذافي عائشة. وفقا لعائلة القذافي؛ فإنّ أحمد كان عقيدًا في الجيش الليبي وقد قُتل في السادس والعشرين من تموز/يوليو 2011 خلال تفجير استهدف مجمع القذافي وذلك خلال الحرب الأهلية الليبية. جدير بالذكر أن زوجة أحمد عائشة قد أنجبت ثلاثة أطفال قبل بدء الصراع، كما تركها حامل بابنه الرابع وهي بنت وُلدت في وقت لاحق في الجزائر وذلك بعدما فرّت لها هي وإخوتها هانيبال ومحمد بعد معركة تحرير طرابلس.